# 孟加拉国—葡萄牙关系
孟加拉国－葡萄牙关系是指孟加拉国与葡萄牙之间的双边关系。2012年，孟加拉国在里斯本开设了大使馆，并于次年任命第一位驻葡萄牙大使。葡萄牙驻印度新德里有非常驻大使负责孟加拉国的领事服务。

## 历史

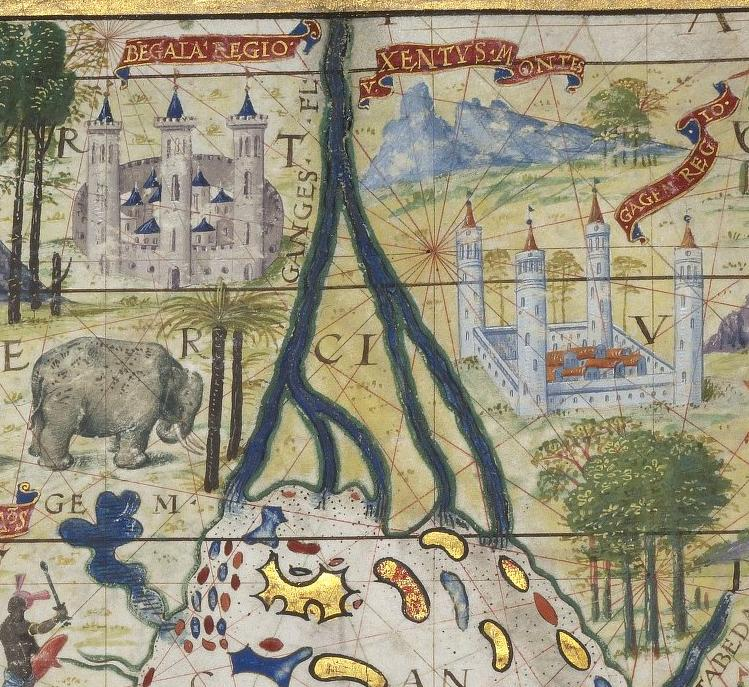
在1519年的葡萄牙米勒地图集的地图上，显示为恒河三角洲的孟加拉苏丹国

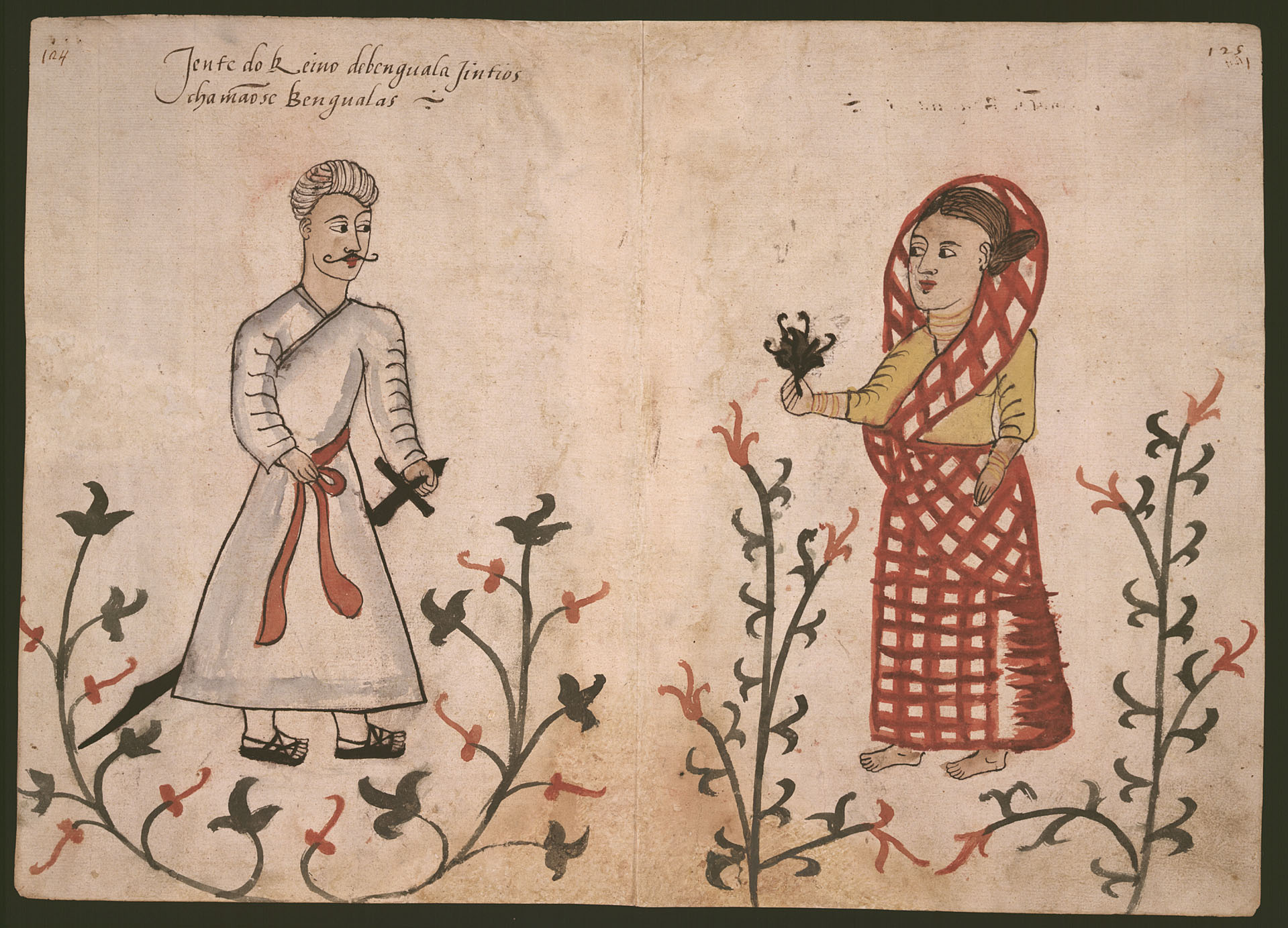
“孟加拉王国的人民”，16世纪葡萄牙插图

瓦斯科·达·伽马在印度南部登陆后，来自马六甲、锡兰和孟买的葡萄牙商人开始穿越孟加拉湾的海上航线。在16世纪早期，孟加拉苏丹接受了葡萄牙的使节。苏丹批准在吉大港建立葡萄牙殖民地，使其成为第一个在孟加拉的欧洲飞地。孟加拉被商人们认定为“最富有的贸易国家”。他们在孟加拉有很多贸易站，曾经控制着繁荣的港口吉大港。但是在随后与阿拉干人和莫卧儿人的战争之后，葡萄牙人在17世纪失去了对吉大港的控制。然而，他们的后代仍然生活在城市的老地方。葡萄牙传教士是基督教在孟加拉国传播的先驱。

## 高层访问
2010年，孟加拉国前外长莫尼对里斯本进行正式访问。

## 经济合作
孟加拉国和葡萄牙对扩大两国之间的双边经济活动表现出极大的兴趣，并在这方面采取了必要的步骤。2010年，两国签署了避免双重征税协议。双方都强调，两国工商界有必要通过互派商务代表团进行互动。

## 散居在葡萄牙的孟加拉人
截至2012年，约有1.5万孟加拉人在葡萄牙工作。